# Hyde Park (Pennsylvania)
Hyde Park è un comune (borough) degli Stati Uniti d'America, situato nello stato della Pennsylvania, nella contea di Westmoreland.